# Empidideicus freyi
Empidideicus freyi är en tvåvingeart som beskrevs av Greathead 1986. Empidideicus freyi ingår i släktet Empidideicus och familjen svävflugor. Inga underarter finns listade i Catalogue of Life.